# Pioggia di animali

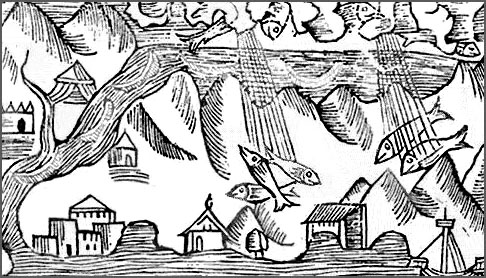
Pioggia di pesci (incisione, 1555)

Una pioggia di animali è un raro fenomeno meteorologico in cui animali cadono dal cielo. Fenomeni del genere sono stati riportati in molte nazioni e in diverse parti del mondo. Questa precipitazione atipica può essere accompagnata o meno da pioggia normale. Segnalazioni al riguardo sono state registrate in varie epoche e paesi, dando origine a numerose leggende e controversie. Una delle ipotesi che spiegherebbe questo fenomeno è che forti venti, transitando su bacini d'acqua, a volte raccoglierebbero animali come pesci o rane e li trasporterebbero per lunghe distanze.
Nella maggior parte dei casi questo fenomeno è caratterizzato dalla caduta di pesci o rane, ma possono essere coinvolte anche alcune specie di uccelli. Talvolta la caduta avviene a tale velocità, che gli animali vengono fatti a brandelli quando colpiscono il suolo. Occasionalmente invece essi sopravvivono all'impatto, in particolare i pesci, il che suggerirebbe che l'intervallo tra il momento in cui vengono prelevati verso l'alto e il ritorno al suolo sia relativamente breve. In altri casi invece gli animali si trovano in condizione di totale congelamento o intrappolati all'interno di blocchi di ghiaccio, portando all'ipotesi che prima di cadere si trovassero a un'altitudine elevata, con temperatura ambientale inferiore a 0 °C.

## Spiegazioni scientifiche
Il fisico francese André-Marie Ampère fu uno dei primi scienziati a considerare seriamente il fenomeno della pioggia di animali. In un discorso fatto alla Société des Sciences Naturelle, Ampère suggerì che rane e rospi, vagando in gran numero per le campagne, venissero raccolti da forti venti e trasportati per grandi distanze.

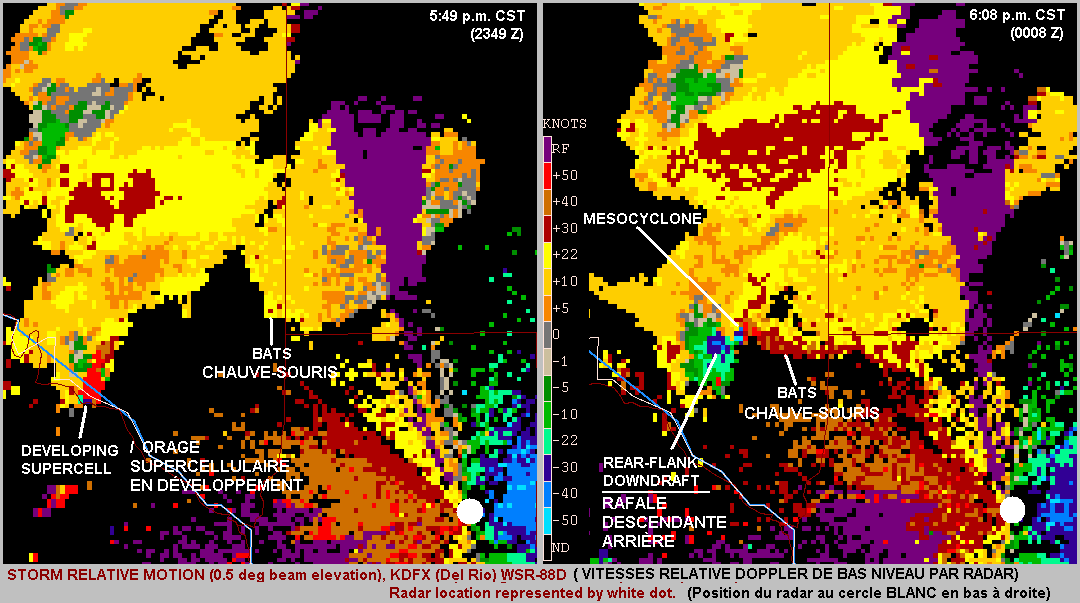
Immagine Doppler di un radar meteorologico, in Texas, che mostra la collisione di una tempesta con un gruppo di pipistrelli in volo verso la nube.I pipistrelli si trovano nell'area rossa, che corrisponde ai venti che si allontanano dal radar (il radar è il punto bianco nell'angolo in basso a destra) ed entrano nel mesociclone associato a un tornado (in verde).L'immagine è stata catturata da un radar meteorologico del National Weather Service a Del Rio.

Successivamente, è stata sviluppata una spiegazione più scientifica che riguarderebbe le trombe marine. Comunque queste ultime hanno un potenziale limitato nel sollevare oggetti da terra. Secondo questa ipotesi, trombe marine o tornado trasporterebbero gli animali a grosse altitudini e larghe distanze. Più specificamente, se una tromba d'aria attraversa uno specchio d'acqua, lago o palude, può risucchiare piccoli anfibi, pesci, granchi e insetti acquatici, trasportandoli in quota anche per alcuni chilometri. Una volta che il vortice perde potenza, libera il carico, facendo "piovere" letteralmente gli animali in una zona anche molto distante dal punto di prelievo.
In alcuni casi è stato constatato che la pioggia trasportava solo una specie di animale, o solo una taglia: questo perché il vortice riuscirebbe a sollevare solo gli animali di peso e forma ben determinati, escludendo quelli più pesanti o radicati al suolo. Questa ipotesi sembrerebbe supportata dal fatto che le specie di esseri viventi in queste "piogge" sono piccoli, leggeri, solitamente acquatici e perché una pioggia di animali è spesso preceduta da una tempesta. Nel caso degli uccelli la presenza di animali di una singola specie può essere correlata alle migrazioni della stessa.
Alcuni eventi, potrebbero essere associati ad altro: per esempio, nella pioggia di pesci a Singapore del 1861, il naturalista francese Francis de Laporte de Castelnau spiegò che la pioggia si era verificata durante una migrazione di pesci gatto e chiarì come questi animali fossero in grado di strisciare sulla terraferma per raggiungere la loro destinazione: così facendo pose l'attenzione sul fatto che gli animali fossero "già a terra" e la pioggia fosse un "evento concomitante". Lo stesso commento si potrebbe fare per pesci come l'anguilla, che possono percorrere diversi chilometri nei prati umidi o per il luccio, che si riproduce nei campi allagati.

## Spiegazioni alternative
A tali fenomeni, nel corso degli anni, sono state attribuite le spiegazioni più fantasiose e prive di evidenze documentabili:
1. Fenomeni paranormali: tra le spiegazioni non scientifiche del fenomeno vi sono interpretazioni paranormali che sostengono l'intervento di esseri extraterrestri e UFO: non mancano autori che descrivono alieni che raccolgono grandi quantità di animali come zavorra, per poi lasciarli cadere prima di abbandonare il pianeta;[6]
2. Il "Dono o punizione degli dei": persistono anche spiegazioni soprannaturali, che possono essere di natura religiosa, a seconda del tipo di oggetto o animale che cade a terra, come nel caso delle pietre cadute sull'esercito amorreo nell'Antico Testamento, interpretata come una punizione. Di contro, quando invece si tratti di animali commestibili, si potrebbe interpretare come un segno provvidenziale della "bontà divina".
3. Teletrasporto: in analogia, e seguendo le stesse linee speculative, viene ipotizzata l'esistenza di anomalie nello spazio-tempo che porterebbero animali da altre dimensioni. Queste spiegazioni a volte utilizzano la "teoria" del teletrasporto per rendere comprensibile il perché gli animali si trovino dove non dovrebbero essere. Il giornalista Charles Hoy Fort ha ipotizzato che in un tempo passato esistesse una forza in grado di trasportare oggetti istantaneamente e che, in periodi successivi, si sia manifestata attraverso eventi "caotici", come appunto la pioggia di pesci[7]. Un'altra ipotesi di Fort si basava sulla presunta esistenza di un "Mar dei Sargassi superiore" [8], ritenuto una sorta di serbatoio celeste che risucchiava e scagliava fuori oggetti terrestri.[9][10]

## Eventi

### Piogge di pesci
- Singapore, 22 febbraio 1861[11]
- Olneyville, Rhode Island, Stati Uniti d'America 15 maggio 1900[12]
- Marksville, Louisiana, 23 ottobre 1947[13]
- Ilorin, Kwara, Nigeria, 19 maggio 1993
- Knighton, Galles, 18 agosto 2004[14]
- Kerala, India, 12 febbraio 2008[12]
- Bhanwad, Jamnagar, India, 24 ottobre 2009[12]
- Yoro, Honduras, 2006[15]
- Loreto, Agusan del Sur, Filippine, 13 gennaio 2012[16]
- IIT MADRAS, Chennai, Tamil Nadu, India 12 settembre 2013[12]
- Chilaw, Sri Lanka, 6 maggio 2014[17]
- Nandigar, Andhra Pradesh India, 19 giugno 2015,[18]
- Dire Dawa, Etiopia, 20 gennaio 2016[18]
- Guntur, Andhra Pradesh, India, 16 agosto 2015[19]
- Pathapatnam, Distretto di Srikakulam, Andhra Pradesh, India 19 maggio 2016[20]
- Filadelfia, Pennsylvania, 9 settembre 2016[21]
- Tampico, Messico, 28 settembre 2017[18]
- Oroville, California 16 maggio 2017[22]
- Jaffna, Sri Lanka, 7 novembre 2017[23]
- Texarkana, Texas, 30 dicembre 2021[24]

### Piogge di rane e rospi
- Prefettura di Ishikawa, Giappone, giugno 2009[25]
- Rákóczifalva, Ungheria, 18-20 giugno 2010 (accaduto due volte)[12]
- Cabo Polonio, Uruguay, dal 2011 (due volte)[26]

### Piogge di ragni
- Albury, Australia, 1974[27]
- Provincia di Salta, Argentina, 6 aprile 2007[28]
- Santo Antônio da Platina, Brasile, 3 febbraio, 2013[29]
- Goulburn, Australia, 15 maggio 2015[27]

### Piogge di altri animali
- Meduse piovono dal cielo a Bath, Inghilterra, nel 1894[30]
- Vermi a Jennings, Louisiana, 11 luglio 2007[31]
- Vari animali marini, tra cui polpi, conchiglie e stelle marine: Tsingtao, Shandong, Cina, 13 giugno 2018[32]
- Chihuahua, Messico, piovono uccelli, il 15 febbraio 2022[18]

## Nella cultura di massa
- Nel fumetto del 1957 Paperino e la leggenda dello Scozzese Volante, Romano Scarpa mostra una pioggia di sardine che avviene regolarmente nella località di Tegucigalpa. Questo è un fenomeno che avviene anche nella realtà, precisamente nella città di Yoro, 75 km a nord di Tegucigalpa.
- Nel film del 1983 Le dernier combat di Luc Besson vi è una copiosa pioggia di pesci.
- Il racconto La stagione delle piogge di Stephen King (contenuto nella raccolta Incubi & deliri del 1993) narra di una pioggia di rospi mostruosi.
- Il film del 1999 Magnolia termina con una pioggia di rane.
- Nel libro del 2002 Kafka sulla spiaggia di Haruki Murakami il signor Nakata è in grado di predire per il giorno seguente una pioggia di sardine e sgombri, che poi si svolge nello sgomento generale.
- Nel film del 2007 Next, il protagonista Nicolas Cage cita, per far colpo sulla coprotagonista Jessica Biel, una pioggia di pesci che si sarebbe abbattuta in Danimarca negli anni '50 del 1900.
- Nella prima scena del film del 2011 Melancholia, di Lars von Trier, si vede una pioggia di uccelli morti.
- Nell'episodio 6 della stagione 1 di Fargo (2014), durante una tempesta di neve in Minnesota cadono dei pesci dal cielo.
- Nel manga Le bizzarre avventure di JoJo, più precisamente nella Sesta Parte, lo stand Weather Report dell'omonimo portatore stand può modificare il clima a tal punto da permettere delle piogge di animali.
- Nella serie Neflix Dark è ricorrente l'episodio di una pioggia di uccelli morti.